# تورستن ویلهلمس
تورستن ویلهلمس (انگلیسی: Thorsten Wilhelms؛ زادهٔ ۳۱ ژوئیهٔ ۱۹۶۹ ‏(۵۵ سال)) دوچرخه‌سوار اهل آلمان است.